# Кровопивці (фільм, 1997)
Кровопивці (англ. Bloodsuckers) — американський фільм жахів 1997 року.

## Сюжет
Дівчина хоче тільки одного: стати вампіром. У своїх пошуках вона зустрічає добрих і злих вампірів, і один з вампірів відчуває її силу і рішучість стати членом безсмертних.

## У ролях
- Мішель Бонфілс — Дарлінг Дед
- Пітер Шон — доктор Гоул
- Уллі Ломмель — Анжело / Сантано
- Крістофер Роджерс — Наггі
- Саманта Скаллі — Шніббел
- Стефані Феюрі — Віржинія
- Джордж «Бак» Флауер — дідусь
- Катрін Кемпіон — вампір студент
- Маттіас Хьюз — репортер
- Крістофер Кріса — шериф
- Рон Роббінс — батько Наггі
- Адріан Стетон — вампір
- Майкл Ван Валентайн — орк
- Рейдер Вудс — Влад Дракула